# Bram Bogart
Bram Bogart (Delft, 12 juli 1921 – Sint-Truiden, 2 mei 2012) was een Nederlands/Belgisch abstracte kunstschilder, beeldhouwer, graficus, keramist en ontwerper. Hij was ook bekend als Abraham van den Boogaart. Hij werd in 1969 genaturaliseerd tot Belg.

## Opleiding en start
Bogart volgde de ambachtsschool in Delft en werd aanvankelijk huisschilder. Hier deed hij veel ervaringen op met verf, die hem in zijn latere schilderkunst goed van pas kwamen. In de oorlogsjaren 1940-45 volgde hij een jaar de Kunstacademie in Den Haag, om zo te vermijden dat hij door de bezettingsmacht tewerk werd gesteld in Duitsland. Hij ziet zichzelf desondanks als kunstenaar een autodidact. Aanvankelijk boden kunstenaars als Van Gogh, Permeke en Mondriaan veel inspiratie voor zijn vroege werk.

## Leven en werk

### in Frankrijk
Zijn eerste schilderijen die hij in Nederland maakte (periode 1939-1948) waren landschappen, stadsgezichten, stillevens en figuurvoorstellingen, geschilderd in een expressionistische stijl. In 1946 ging hij naar Parijs, waar hij regelmatig op de vrije academie de la Grande Chaumière lessen tekenen en schilderen volgde. Ook bezocht hij er veel galeries en tentoonstellingen, en volgde zo de naoorlogse artistieke ontwikkelingen in de Franse hoofdstad ter plekke als een van de weinige Nederlanders vooralsnog.
In 1947 trok hij naar Zuid-Frankrijk en werkte er in in Antibes en Le Cannet. Hij begon daar te experimenteren met het direct opbrengen van ongemengde kleuren en met het mengen van verschillende verfsoorten, waardoor zijn doeken een cementachtige uitstraling kregen. Het was deels ook de inwerking van het landschap rondom Le Cannet en de oude bebouwingen aldaar, die hem inspireerden. Daar legde hij in feite de basis voor zijn latere 'materie-kunst.
Ook kwam hij er in contact met een collectie etnografisch aardewerk en Afrikaanse maskers. In deze archetypische werken herkende hij voor zichzelf opnieuw een synthese van expressie en beheersing. In zijn krijtachtige werken in deze jaren verschenen dan ook voor het eerst geometrische tekens. Het teken als beeldmotief zal vanaf dan altijd aanwezig blijven in zijn werk.
- Alles in de natuur kan teruggebracht worden (in zijn vereenvoudiging dan) tot het teken, de rechthoek, het vierkant, het kruis en de cirkel. Het zijn ook steeds weer deze vormen die een rol hebben gespeeld in de ontwikkeling van mijn werk.

Vervolgens keerde hij terug naar Parijs en woonde daar van 1951 tot 1960 in een oud huidenpakhuis aan de Rue Santeuil, waar ook de Cobra-kunstenaars Karel Appel, Lotti van der Gaag en Corneille toen verbleven. Hij ging echter niet mee met hun spontane schilderstijl, omdat hij de impulsiviteit en het toeval daarin afwees. De Parijse Art Informel, het opkomende Tachisme en het overwaaiende Amerikaanse Abstract-expressionisme inspireerden hem duidelijk meer. In het pakhuis aan de Rue Santeuil woonde Bogart op de derde verdieping, waar ook Dora Tuynman haar atelier had. Hij verbleef in die jaren ook in Rome.

### in België
In 1960 vestigde hij zich in Brussel en nam ook de Belgische nationaliteit aan. Hij kreeg daar de beschikking over een ruime fabriekshal om er te schilderen; desondanks bleef de grote stad hem benauwen.. Hier begon hij met zijn karakteristieke, massieve schilderijen - opgebouwd in dikke lagen pasteuze olieverf. Deze werken werd direct aangebracht op een strakgespannen juten doek, zodat de pâte van verf daarmee de vorm zou behouden waarin hij haar oorspronkelijk had opgebracht. Later kwam hij tot een uiterst vereenvoudigde stijl met schilderijen die slechts uit enkele - meestal heldere - monochromatische vlakken bestonden. Cézanne was een grote inspiratie voor hem. Na enkele jaren in Brussel trok Bogart met zijn vrouw Leni naar het landelijke Waalse Ohain; hij woonde en werkte er van 1963 tot 1987; twee dochters en een zoon werden er geboren. Kort keerde hij terug naar Brussel in 1987, maar in datzelfde jaar brak er brand uit, net wanneer een intensieve verbouwing van zijn werkruimte zou worden afgesloten. Zakken met pigmenten gingen in vlammen op; er zijn maar weinig schilderijen verloren gegaan. Ondanks dat er geen persoonlijke ongelukken gebeurden,
had de brand veel invloed op Bogart; hij kon er anderhalf jaar lang niet van schilderen. Door de hulp van zijn vriend en galeriehouder Willy D'Huysser in Brussel vond hij in 1989 een riante nieuwe woonplek: het Kasteel van Kortenbos te Sint-Truiden. Hier begon hij met zijn schilder-werken in fellere kleuren, de door hem genoemde 'toetsendoeken'.

## Werkwijze
Omdat Bogart was opgeleid als huisschilder was hij ervaren in het mengen van zijn eigen bijzondere verfsubstanties waarin hij de olieverf doorsloeg met water. Omdat het water in de olieverf veel sneller droogt dan de olieverf, ontstonden er veel 'droogkanaaltjes' in de opgebrachte pasteuze verfmassa. Deze zorgden ervoor dat de enorme dikke olieverf-lagen op het doek lucht kregen en zo konden drogen van binnenuit; zo niet dan waren de meeste van zijn werken al lang uitgezakt, zoals sommige schilderijen van Karel Appel. De schilderijen van Bogart bestaan zo eigenlijk uit slechts enkele massieve verftoetsen van ieder één kleur, die meteen ook een grote vorm zijn. En enkele van deze verftoetsen bij elkaar gezet op het (stevig gespannen en gesteunde doek) vormen met elkaar het gehele schilderij.
Zijn gemengde verfsubstantie maakte Bogart uit stand- en gekookte papaverolie (in vaten van 200 liter) die hij eerst liet rijpen. Deze mengde hij vervolgens met pigmentpoeders in één vooraf gekozen kleur, en met zinkwit. Vlak voor het schilderen zelf werd deze substantie doorgeslagen met water, waarna de verf snel op het liggende doek opgebracht diende te worden. Van tevoren wist Bogart dus al in welke kleuren (vaak vier tot zes) hij het schilderij wilde maken, èen de plaats waar hij de verfmassa zou plaatsen op het doek. Na deze bedachtzame fase volgde er een wel degelijk emotionele fase van het opbrengen van de verf. Maar door zijn karakteristieke werkwijze slibde er niets dicht van de verf, waardoor de openheid overeind blijft en de beweeglijkheid van het fysieke opbrengen van de verf ook zichtbaar; deze zijn een essentieel element van zijn kunst. Zijn kenmerkende werkwijze paste hij toe op doeken van 2 meter, maar ook op kleine formaat doekjes van bijvoorbeeld 50 cm. Vanaf de jaren tachtig wisselde hij zijn 'geometrische' werken af met schilderijen die bestaan uit enorme 'dotten verf' die hij min of meer in een regelmatig patroon plaatste; dit kenmerkte dan het gehele schilderij.

## Bekendheid
Bram Bogart behoorde reeds in de jaren 1950 tot de meest vooruitstrevende kunstenaars van de Informele schilderkunst, die zowel actionpainting als dripping in zich opnam. Vanwege de rustige uitstraling van zijn werk, en de massa's aan materie, wordt zijn werk ook vaak gerekend tot de materieschilderkunst. Vanaf de jaren tachtig worden de geometrische en monochrome werken afgewisseld met schilderijen die opgebouwd zijn uit enorme ‘verfdots’ , die in een min of meer regelmatig patroon het schilderij gaan bepalen. Omdat de verfmaterie een zo prominent onderdeel vormt van het kunstwerk, wordt Bogarts werk ook wel tot de materieschilderkunst gerekend, maar Bogart bleef daarbij trouw aan zijn materie: de olieverf.
Het aantal tentoonstellingen hield bewust Bogart beperkt; vaak waren het museale presentaties of  exposities bij enkele gerenommeerde kunsthandels. Ook was zijn werk regelmatig aanwezig op grote kunstbeurzen als de Fiac in Parijs en de Bazelse kunstbeurs. Hij ontving in 1963 de "Prijs van Belgische Kunstcritici", en in 1965 en 1967 de "Prijs der Kritiek". Hij won de  Europaprijs voor Schilderkunst van de Stad Oostende in 1969. Een jaar later vertegenwoordigde hij België op de Biënnale van Venetië.